# Angiitis
Angiitis ist der medizinische Fachausdruck für die Entzündung von  Blutgefäßen  oder Lymphgefäßen. Sie kann in jedem durchbluteten Organ, einschließlich der Haut, auftreten und dort über Störungen der Durchblutung zu unterschiedlichsten Funktionsstörungen führen.

## Formen der Angiitis
- Vaskulitis
- Arteriitis
- Phlebitis
- Lymphangitis